# Das sündige Dorf (Schwank)
Das sündige Dorf ist ein bayerischer Schwank von Max Neal. Dieser Schwank ist eine der meistgespielten bayerischen Komödien und wurde mehrfach verfilmt.

## Handlung
Als die Söhne des Bauern Thomas und seiner Frau Therese Stangassinger, Toni und Sepp, den Eltern ihre Verlobten vorstellen, glauben diese, in den Auserwählten ihre jeweiligen unehelichen Töchter zu erkennen. Durch Intrigen versuchen die beiden nun, die Liebenden auseinanderzubringen, um eine Geschwisterehe zu verhindern.

## Verfilmungen
- 1940: Das sündige Dorf; Regie: Joe Stöckel
- 1954: Das sündige Dorf; Regie: Ferdinand Dörfler
- 1966: Das sündige Dorf; Regie: Werner Jacobs
- 1974: Das sündige Dorf; Fernsehfilm, Regie: Olf Fischer

## Hörspiele
- 1966: Der Komödienstadel: Das sündige Dorf – Komposition: Raimund Rosenberger, Bearbeitung und Regie: Olf Fischer (Bayerischer Rundfunk)
  - Karl Tischlinger:	Thomas Stangassinger
  - Paula Braend:	Stasi, seine Frau
  - Maxl Graf:	Toni, beider Sohn
  - Alois Rauch:	Sepp, beider Sohn
  - Ludwig Schmid-Wildy:	Der Sägfeiler Korbi
  - Ursula Herion:	Vevi, seine Tochter
  - Olf Fischer:	Der Vogelhuber
  - Erni Singerl:		Afra, seine Tochter